# Pablo Diogo
Pablo Diogo (nacido el 18 de diciembre de 1992) es un futbolista brasileño que se desempeña como delantero en el Santa Clara de la Liga NOS de Portugal.
Jugó para clubes como el Guarani, Monte Azul, Oeste, Atlético Mineiro, América, Vegalta Sendai, CRB y Coritiba.

## Trayectoria

### Clubes
| Club             | País     | Año         |
| ---------------- | -------- | ----------- |
| Guarani          | Brasil   | 2010 - 2013 |
| Monte Azul       | Brasil   | 2013        |
| Oeste            | Brasil   | 2013 - 2015 |
| Atlético Mineiro | Brasil   | 2015        |
| América          | Brasil   | 2015        |
| Vegalta Sendai   | Japón    | 2016 - 2017 |
| CRB              | Brasil   | 2017        |
| Coritiba         | Brasil   | 2018        |
| Santa Clara      | Portugal | 2019        |